# دان فوغل (عازف جاز)
دان فوغل (بالإنجليزية: Dan Fogel)‏ هو عازف جاز أمريكي، ولد في 21 يونيو 1948.

## وصلات خارجية
- الموقع الرسمي
- دان فوغل على موقع ميوزك برينز (الإنجليزية)